# Дворики (Гірськомарійський район)
Дво́рики (рос. Дворики, марій. Кӱвервуй) — присілок у складі Гірськомарійського району Марій Ел, Росія. Входить до складу Мікряковського сільського поселення.

## Населення
Населення — 1 особа (2010; 3 у 2002).
Національний склад (станом на 2002 рік):
- марі — 100 %